# Lava-Lava!
Lava-Lava! ist eine französische Zeichentrickserie von Federico Vitali aus dem Jahre 1995. Die Serie besteht aus einem Pilotfilm und 13 Folgen, welche eine Länge von je drei Minuten haben.

## Inhalt
Die Hauptfiguren der kurzen Geschichten sind meist Tiere, Menschen und Außerirdische. Diese durchleben bizarre Situationen, die in Übertreibungen und gewalttätigen Handlungen enden. Lava-Lava! beinhaltet viele Slapstickelemente, die Serie kommt ohne Worte aus.

## Produktion und Veröffentlichung
Die Serie wurde 1994 und 1995 von den Unternehmen EVA Entertainment, La Fabrique, Les Films du Triangle und Videal GmbH produziert, Regie führte Federico Vitali. Die Drehbücher schrieben Vitali und Jerome Vitiello, die Musik komponierte Arturo Sandoval.
1995 wurde die Serie bei ProSieben gezeigt, am 10. November 1997 begann die Erstausstrahlung in Frankreich bei Canal+. Am 4. Juni 1999 wurde die letzte Folge gezeigt. 1998 erschien eine VHS-Videokassette mit allen Folgen. 2011 folgte eine DVD vom Label Epix.

## Filme
| Nummer | Folgentitel (Original)                         |
| ------ | ---------------------------------------------- |
| Pilot  | What's up Teddybear?                           |
| 1      | Shut up Mutt!!                                 |
| 2      | Strangers in the Night                         |
| 3      | Rock around the … Frock!                       |
| 4      | To be or not Toby                              |
| 5      | Much a Quack about Nothing                     |
| 6      | Time after Chime                               |
| 7      | Un Oeuf is enough!!                            |
| 8      | Pull me up! Pull me down!                      |
| 9      | … who's afraid of the big Baaaa Wolf?          |
| 10     | Houston? … We have a Problem!                  |
| 11     | Bingo! Bongo! I don't want to leave the Congo! |
| 12     | Sick as a Dog                                  |
| 13     | Total Eclipse                                  |